# Реорганизация Армии США
Реорганизация Армии США (англ. Reorganization plan of United States Army) — комплекс мероприятий по изменению структуры, состава и численности сухопутных войск США (United States Army) который был реализован под руководством Объединённого управления по модернизации (U.S. Army Joint Modernization Command). 
Официально реформа начата в 2006 году, когда начальником штаба сухопутных войск США Питером Шумейкером было получено одобрение по переводу сухопутных войск на бригады новой модели. Это стало наиболее масштабным преобразованием со времён Второй мировой войны. Впервые идеи по реорганизации ОШС[неизвестный термин] были изложены начальником штаба Армии Эриком Шинсеки в 1999 году.
И в 2000-х Армия перешла с монолитных дивизий, как основного войскового соединения, на «полевую» (т. н. «модульную») ОШС, где основным элементом является бригада. В отличие от бригад старого типа, новая линейная бригада полностью автономна и целостна. По результатам реформы, в армию должны входить всего 48 модульных линейных бригад (32 бригады постоянного состава в Армии на 2018 г.). Дивизионный уровень управления сохранился, однако стал иметь практически исключительно штабной характер (как корпусной/армейский уровень на данный момент), сохраняя возможность управления войсками при их развёртывании до полноценных соединений дивизионного уровня. На данный момент стандартные («модульные») бригады могут быть в любой момент переброшены и подготовлены к ведению боевых действий в той или иной точке США или земного шара под управлением дивизионного КП или органов оперативного управления армии США на ТВД.

## Реорганизация ОШС
В ходе реформы, Армия стала строиться вокруг бригад постоянного штата численностью 3000—4000 чел. каждая. Дивизии отныне стали состоять из автономных бригад модульного типа, в отличие от дивизий времён Холодной войны, в которых постоянными были только штабы бригад. 
Задачей бригад ставилось быстрое развёртывание в любой точке мира в любой момент времени.

### Модульные боевые бригады
Бригада стала автономным общевойсковым формированием с постоянным стандартным унифицированным составом и оснащением.
Усилены разведывательные подразделения, поскольку Армия полагала недостаточность средств обнаружения противника. Бригада получила в своё распоряжение разведывательный батальон и беспилотники в бригады армейской авиации. Из-за наличия огневой поддержки со стороны ВВС и ВМФ было уменьшено количество полевой артиллерии в артиллерийском дивизионе бригад до 18 гаубиц.
Всего бригад (brigade combat team) стало три типа: лёгкие пехотные, механизированные на ББМ «Страйкер» и бронетанковые:
- бронетанковые (ОБТ «Абрамс», ББМ «Брэдли», 155-мм САУ М109) (4743 чел. л/с)
- механизированные (ББМ «Страйкер», 155-мм гаубицы М777) (4500 чел. л/с)
- пехотные (внедорожники «Хамви», 155-мм гаубицы М777, 105-мм гаубицы М119) (4413 чел. л/с).

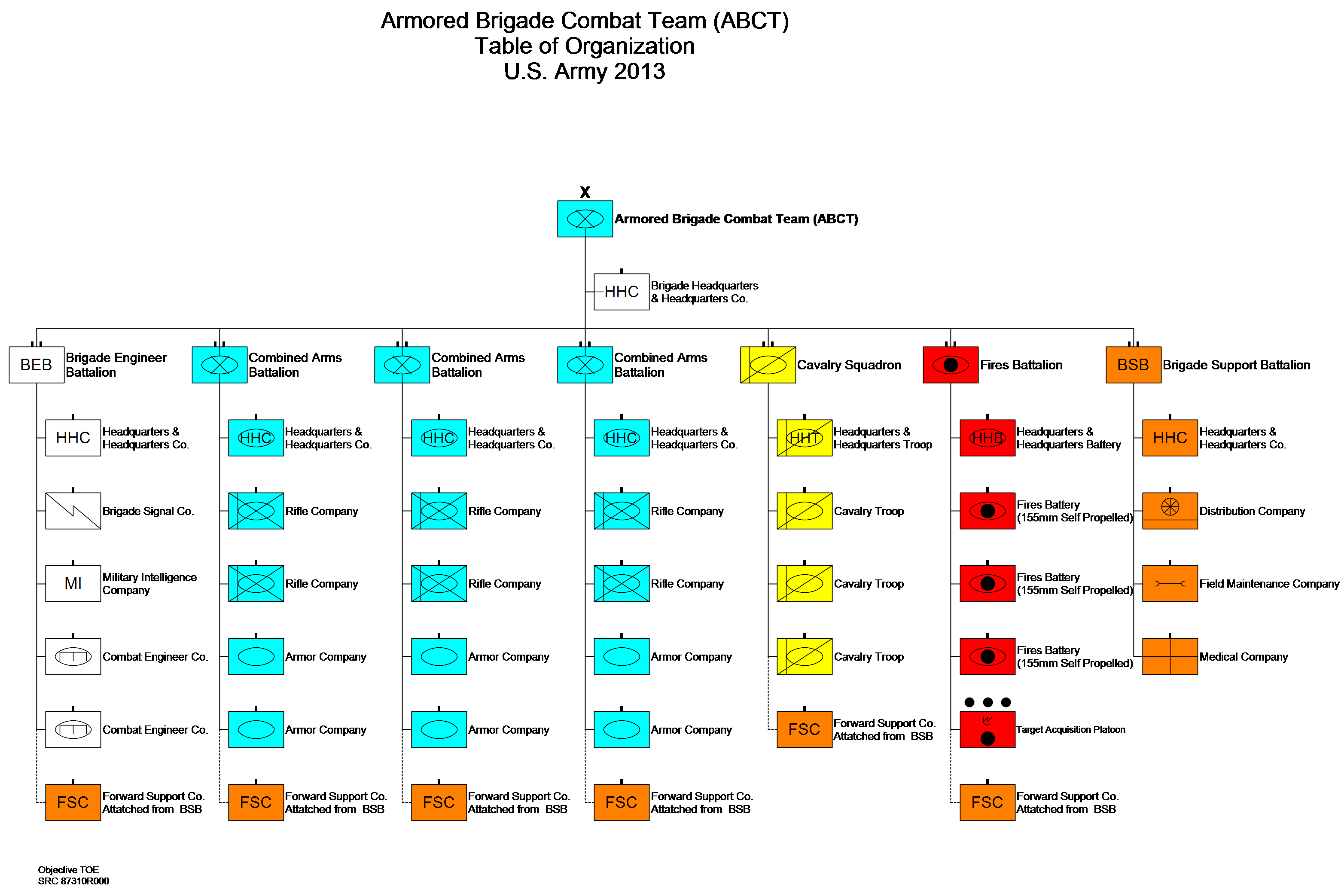
Бронетанковая бригада (до 2016 г.)
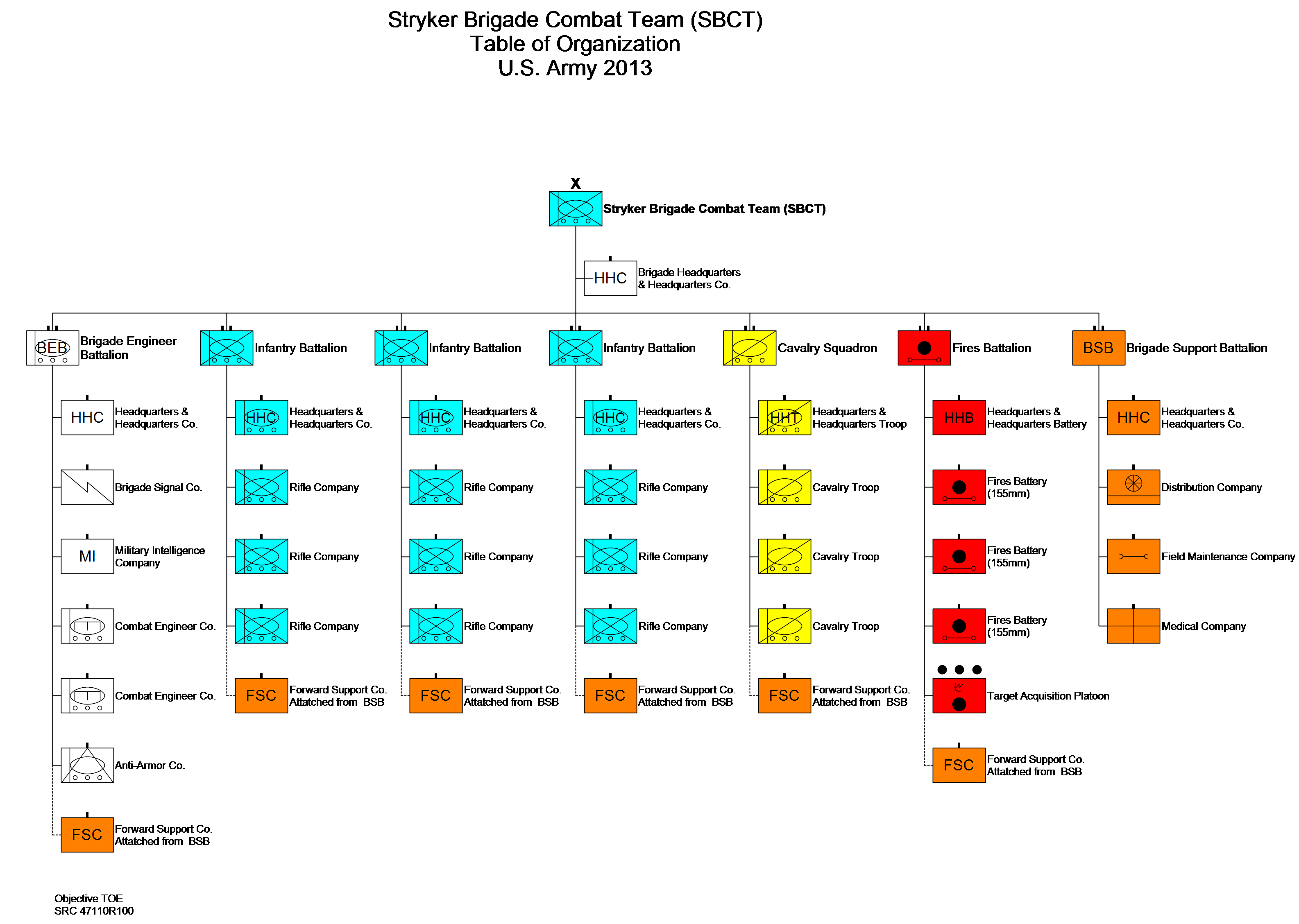
Механизированная бригада
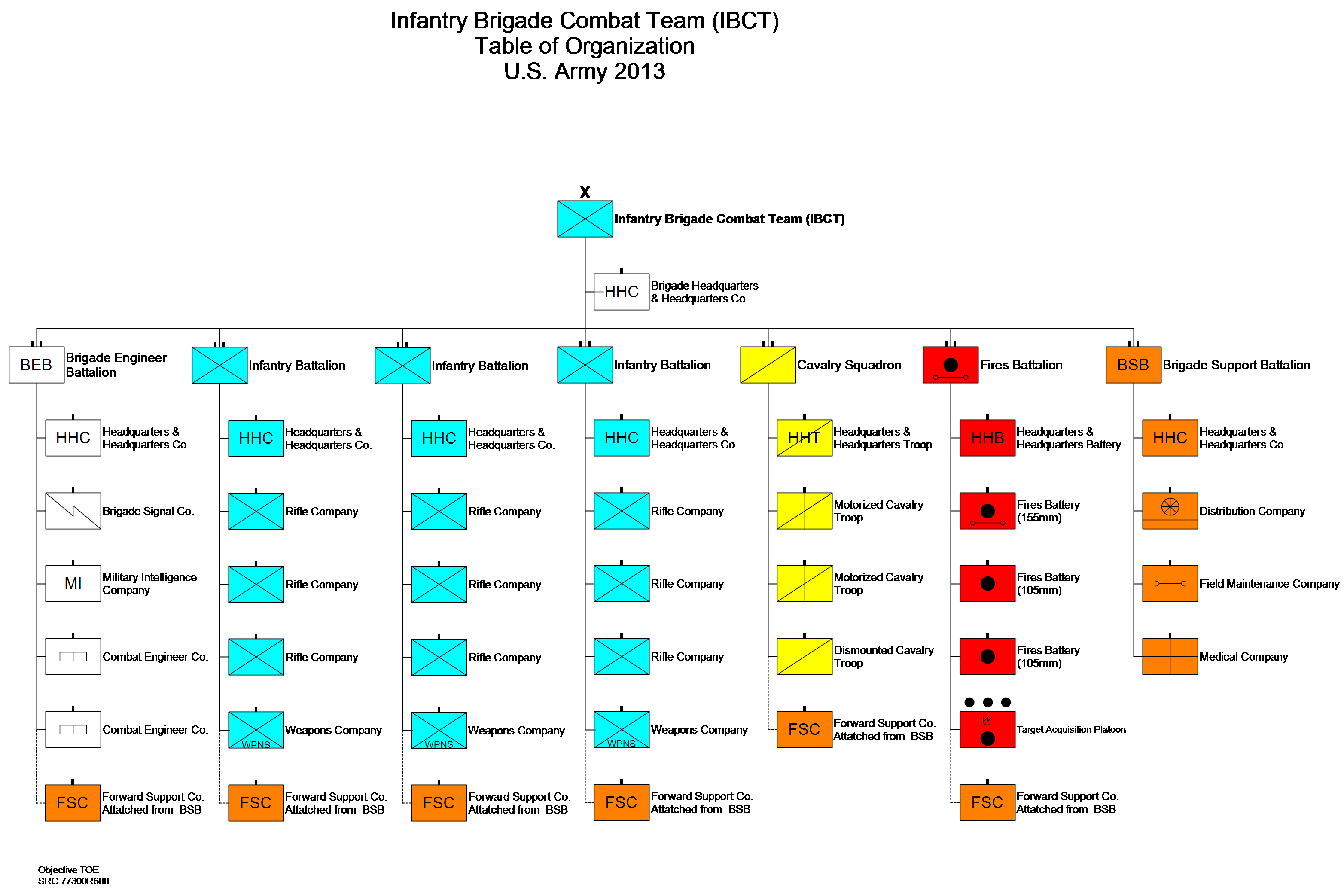
[Лёгкая] пехотная бригада

### Модульные бригады обеспечения
Модульность внедрена также в подразделения боевого и тылового обеспечения (functional support brigades). 
Модульные бригады обеспечения (Modular support Brigade) делятся на пять разновидностей Для того, чтобы прекратить отвлекать военнослужащих кадровых бригад, в 2017 году были созданы бригады содействия безопасности (Security Force Assistance Brigades) для оказания помощи союзникам по всему миру в обучении солдат: 
бригады армейской авиации, 
артиллерийские бригады, 
экспедиционные бригады военной разведки, 
смешанные (инженеры, связь, военная полиция, РХБЗ, снабжение вместе) и 
тылового обеспечения (бригады поддержки). 

Ранее, артиллерия, боевое и тыловое обеспечение существовали только на уровне дивизий, а бригады получали в своё распоряжение подобные подразделения на временной основе при развёртывании в зоне боевых действий.
Бригады армейской авиации (Combat Aviation Brigade) — многофункциональные формирования, сочетающие в своём составе беспилотники, тяжёлые (Чинук) и средние транспортные вертолёты (Блакхок), санитарно-эвакуационные вертолёты, ударные вертолёты (Апач). Находятся в прямом подчинении командира дивизии.
Шесть дивизий имеют в своём составе 48 апачей, 38 блакхоков, 12 чинуков и 12 санитарных вертолётов. В лёгких дивизиях 60 разведывательно-ударных вертолётов без апачей, в остальном без изменений. В остальных дивизиях авиабригады с 30 ударно-разведывательными вертолётами и 24 апачами, в остальном без изменений. Введена эскадрилья с 12 разведывательными дронами RQ-7 Shadow.
Артиллерийские бригады (Field Artillery Brigade (до 2014 Fires Brigade)) — подразделения оснащённые реактивными системами залпового огня M270 MLRS и HIMARS. Занимаются также информационными операциями и нелетальным воздействием.
Бригады ПВО (Air Defense Brigade) — подразделения противовоздушной и противоракетной обороны. Оснащены ЗРК Patriot и ПРК THAAD. В ходе реформы ПВО выведено из подчинения дивизий. Девять из десяти дивизионов ПВО СВ и два из восьми дивизионов ПВО Армии национальной гвардии были расформированы.
Бригада повышения манёвренности (Maneuver Enhancement Brigade) — предназначены для использования на тех ТВД, где подразделения БО и ТО необходимы в ограниченном количестве, в тех случаях, когда привлечение целой бригады (ПВО, инженеров, снабжения и пр.) является избыточным.
Бригады поддержки (Sustainment Brigade) — включают в себя батальоны специальных войск (Special Troops Battalion), материально-технического обеспечения (Combat Sustainment Support Battalion), инженеров, военной полиции, обезвреживания взрывоопасных предметов, роты человеческих ресурсов, финансового управления.
Экспедиционные бригады военной разведки (Expeditionary Military Intelligence Brigade) — подразделения войсковой разведки. До 2014 именовались как «бригады разведки поля боя» (Battlefield Surveillance Brigade).

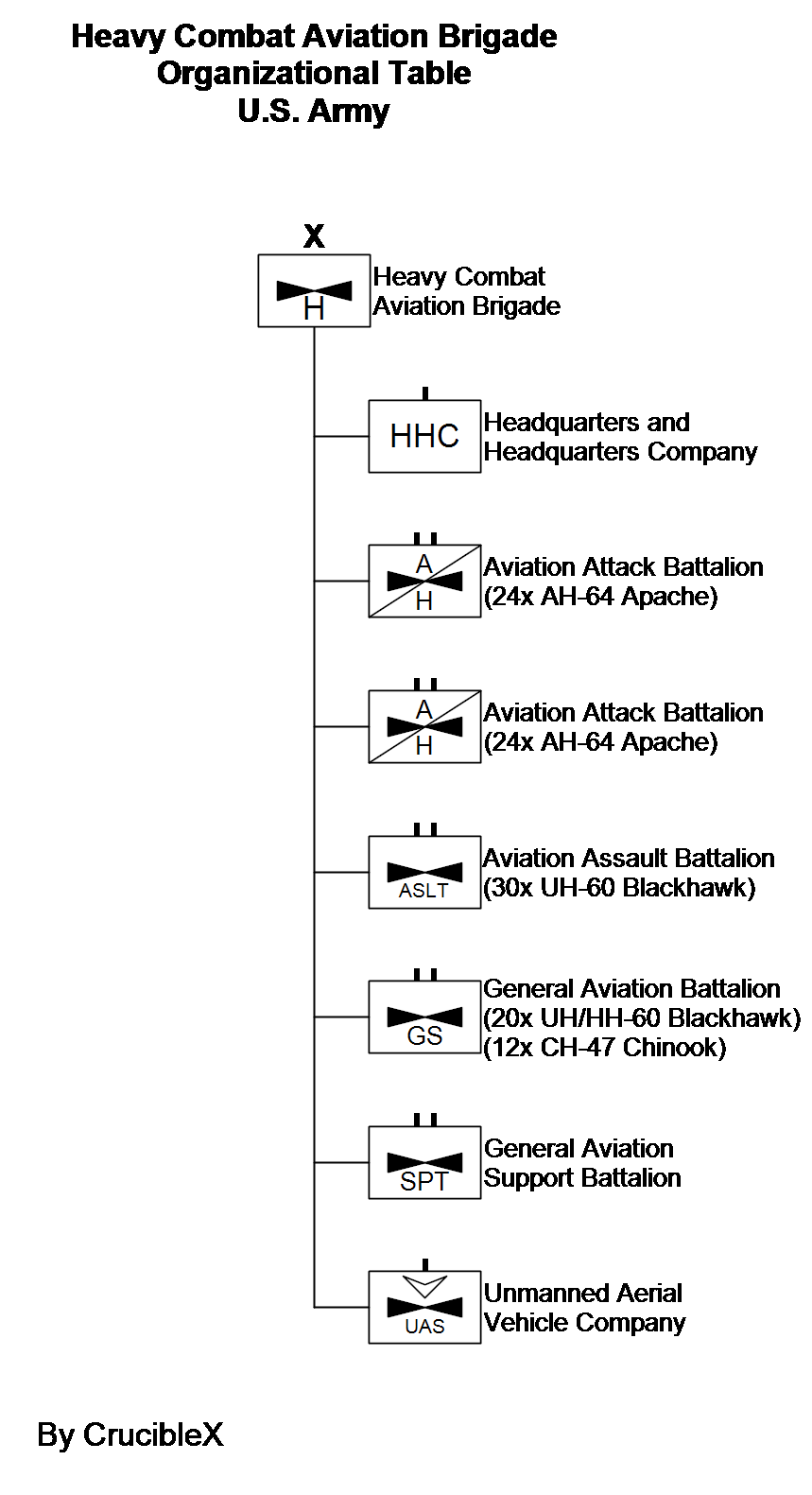
Тяжёлая бригада армейской авиации
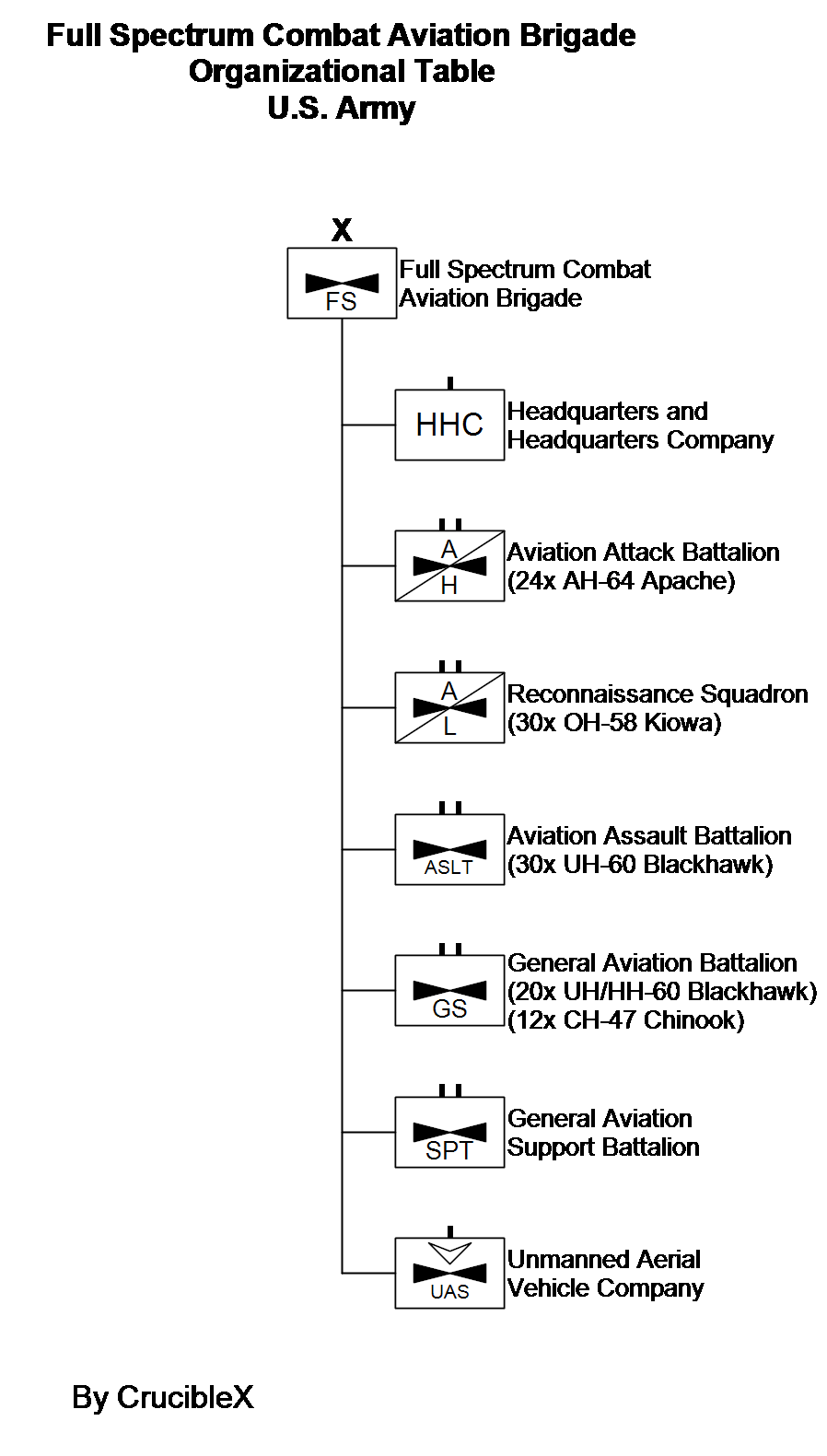
Бригада армейской авиации
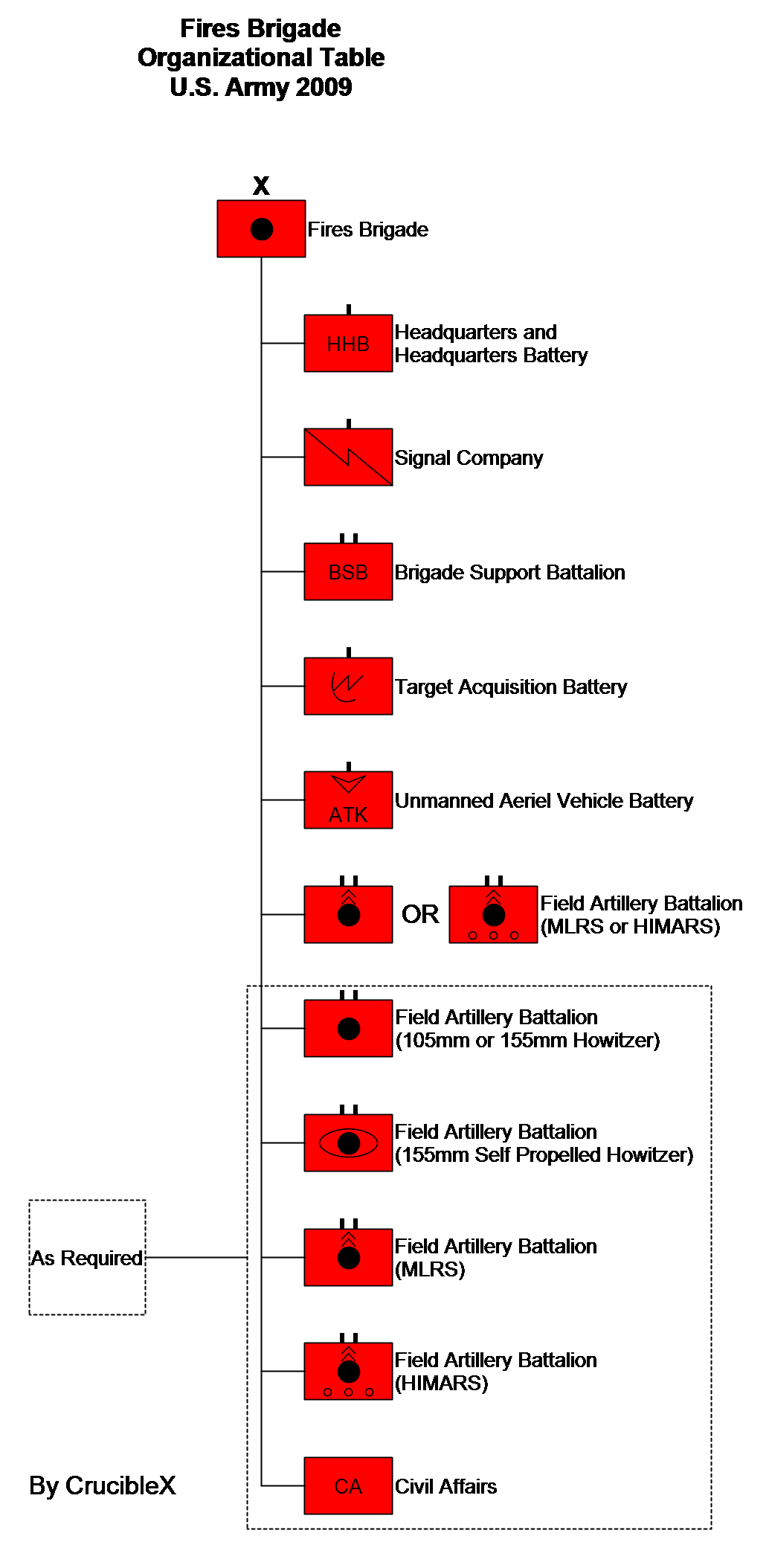
Артиллерийская бригада
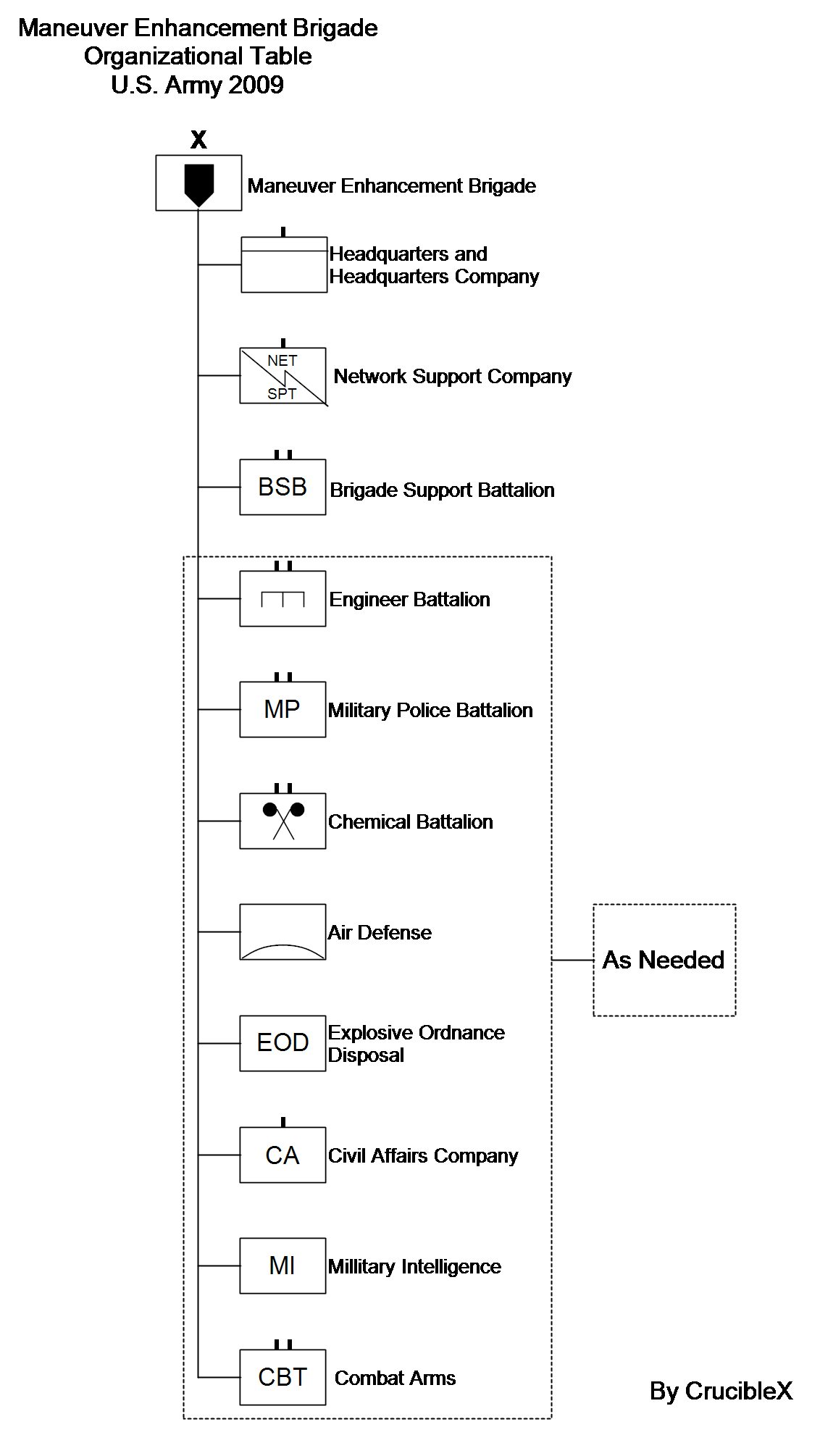
Бригада повышения манёвренности
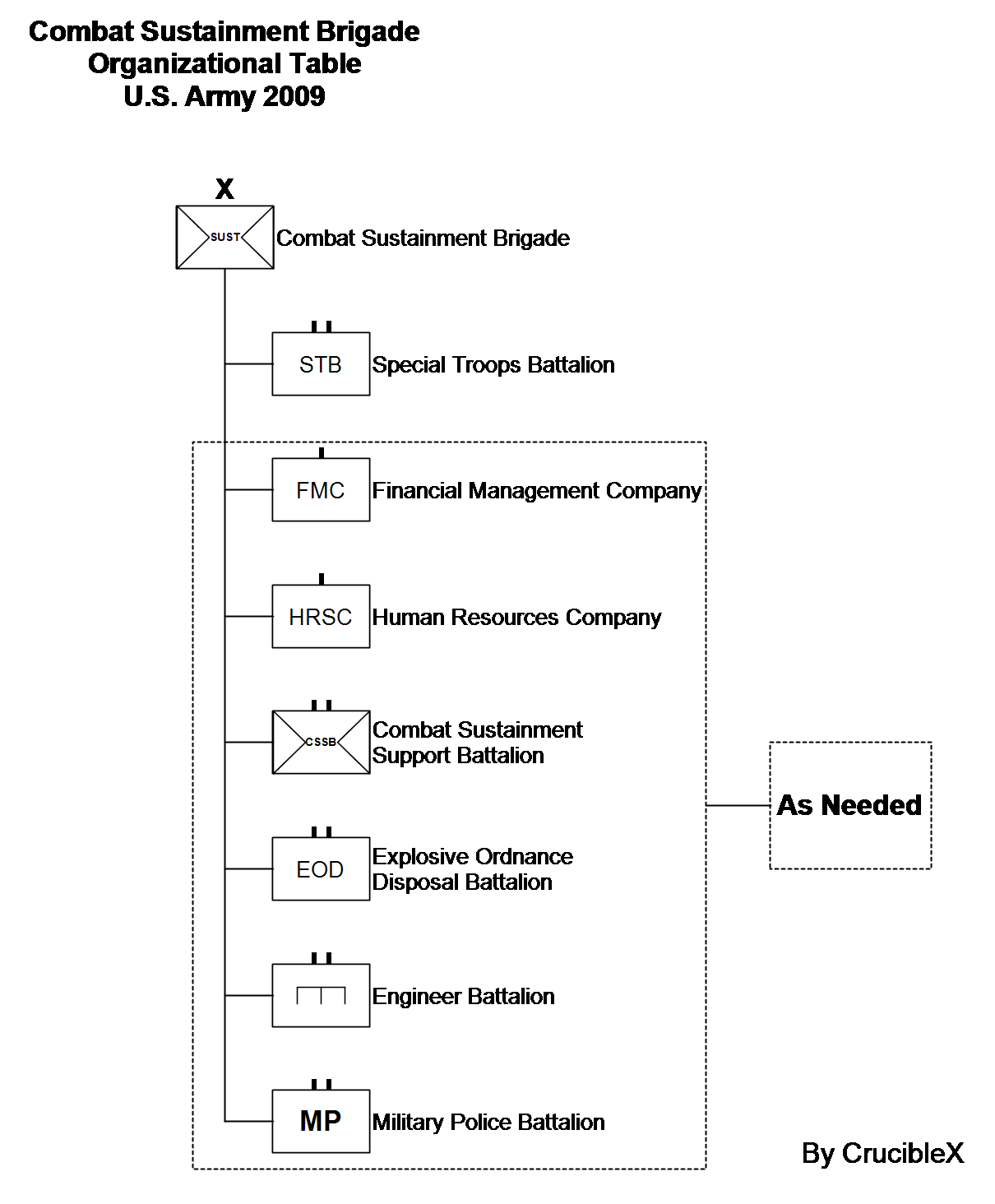
Бригада поддержки
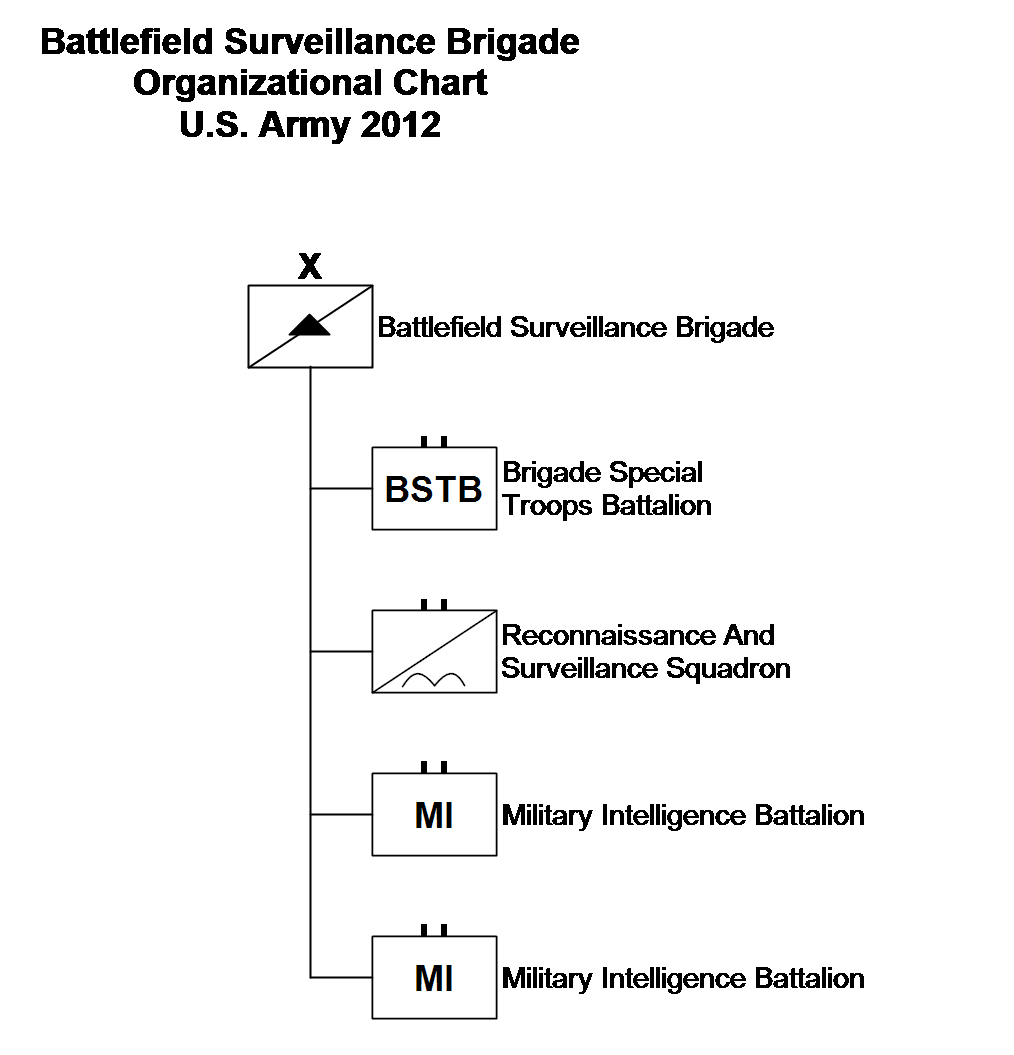
Бригада разведки поля боя (до 2014)

#### Бригады содействия безопасности
Бригады содействия безопасности (Security Force Assistance Brigade) предназначены для обучения, консультации и помощи вооружённых силам союзников. БрСБ не участвуют в войсковых операциях. С оперативной точки зрения, 500 солдат брсб освобождают 4500 солдат боевых бригад от участия в миссиях по обучению, консультациям и помощи, которым теперь не нужно отвлекаться на второстепенные задачи вместо занятий боевой подготовкой и ведения боевых действий. К октябрю 2017 года в Форт-Беннинге была создана первая, из шести запланированных, бригад содействия безопасности:minute 50:00. БрСБ состоит из 500 офицеров и сержантов. Кроме того бригада представляет собой кадрированное формирование, из которого возможно развернуть бригаду полного состава в течение нескольких месяцев.:Minute 18:40/1:00:45

## Штабы
Командиры дивизий осуществляют управление боевыми и вспомогательными бригадами. Конфигурацию группировки которых подбирает командующий дивизией для конкретных операций. Например, может направить 2 бронетанковых бригады, если таковые имеются в составе подчинённого ему соединения, либо авиационную и механизированную бригады, в зависимости от задач поставленных вышестоящим командованием. Тот же самый порядок существует и в отношении вспомогательных бригад. Это позволяет упорядочить тыловое и боевое обеспечение для более результативной работы.
Сам штаб дивизии переработан в интересах модульности и может включать различные обслуживающие подразделения. Новый термин для таких штабов подразделение занятости (Unit of Employment, UEx). В новые штабы заложена возможность управления не только своими подразделениями, но и при случае, управлять иными формированиями, не входящими в состав дивизии. Штаб включает в себя охрану и подразделения войск связи.:Executive Summary
Модуль штаба насчитывает около 1000 солдат, включая 200 офицеров. Он включает в себя:
- главный командный пункт, где проводятся планирование и анализ операций;
- комендантская группа для управления во время движения;
- тактические командные посты для управления бригадами;
- элементы связи;
- батальон специальных войск с охранной ротой и ротой связи.

Дивизия по прежнему командуются командирами в звании генерал-майора. Управления полевых армий также подверглись реорганизации в целях интеграции в новую структуру сухопутных войск.
В январе 2017 года примеры удалённых тактических оперативных центров, подходящих для дивизий и бригад, были продемонстрированы на военной базе Форт-Блисс.

## Подразделения

### Командования Армии
- Командование сил Армии США (United States Army Forces Command, FORSCOM), дислокация в Форт-Либертие, штат Северная Каролина.
- Командования армии будущего (англ. United States Army Futures Command), AFC), дислокация в Остине, штат Техас.[13]
- Командование материального обеспечения Армии США (United States Army Materiel Command, AMC), дислокация в Редстоунском арсенале, штат Алабама.
- Командование по подготовке и доктрине Армии США (United States Army Training and Doctrine Command, TRADOC), дислокация на объединённой базе Лэнгли — Юстис (Langley–Eustis), штат Виргиния.

### Управления
Географические
- Командование Армии США в Европе и Африке (United States Army Europe and Africa), дислокация штаба в Клэй-Казерне, Висбаден (Германия)
- Центральное командование Армии США (United States Army Central), дислокация штаба на авиабазе Шоу (штат Южная Каролина)
- Командование Армии США в Западном полушарии (Western Hemisphere Command), дислокация штаба в Форт Сэм Хьюстон (штат Техас)[14]
  - Северное командование Армии США (United States Army North), дислокация штаба в Форт Сэм Хьюстон (штат Техас)
  - Южное командование Армии США (United States Army South), дислокация штаба в Форт Сэм Хьюстон (штат Техас)
- Тихоокеанское командование Армии США (United States Army Pacific), дислокация штаба в Форт-Шафтер (штат Гавайи)

Функциональные
- Командование космической и противоракетной обороны Армии США (United States Army Space and Missile Defense Command), дислокация штаба Редстоунский арсенал (штат Алабама)
- Командование специальных операций Армии США (United States Army Special Operations Command), дислокация штаба в Форт-Либерти (штат Северная Каролина)
- Транспортное командование Армии США (Military Surface Deployment and Distribution Command), дислокация штаба на авиабазе Скотт (штат Иллинойс)
- Киберкомандование Армии США (United States Army Cyber Command), дислокация штаба в Форт-Гордон (штат Джорджия)

### Подразделения прямого подчинения
- Командование резерва Армии США (United States Army Reserve Command (MEDCOM)), дислокация штаба в Форт-Либерти (штат Северная Каролина)
- Медицинское командование Армии США (United States Army Medical Command)
- Командование разведки и контрразведки Армии США (United States Army Intelligence and Security Command (INSCOM)), дислокация штаба в Форт-Белвор (штат Виргиния)
- Корпус инженеров Армии США (United States Army Corps of Engineers)
- Военная академия США (United States Military Academy)
- Вашингтонский военный округ (United States Army Military District of Washington (MDW)), дислокация штаба в Форт-Лесли-Макнейр (Вашингтон)
- Отдел уголовных расследований Армии США (United States Army Criminal Investigation Division (USACID)), дислокация штаба на военной базе КМП Квантико (штат Виргиния)

### Полевые армии
- 1-я армия, дислокация штаб-квартиры в Рок-Айлендском арсенале (штат Иллинойс) — отвечает за подготовку резерва при зарубежных развёртываниях;
- 8-я армия, дислокация штаб-квартиры на военной базе Кэмп-Хамфриз (Пхёнтхэк, Республика Корея).

### Корпуса
- 1-й армейский корпус, дислокация на военной базе Льюис — Маккорд (штат Вашингтон);
- 3-й бронетанковый корпус, дислокация на военной базе Форт-Кавасос (штат Техас);
- 5-й армейский корпус, дислокация на военной базе Форт-Нокс (штат Кентукки);
- 18-й воздушно-десантный корпус, дислокация штаб-квартиры на военной базе Форт-Либерти (штат Северная Каролина).

### Дивизии и отдельные формирования
- 1-я бронетанковая дивизия, дислокация на военной базе Форт-Блисс (штат Техас), регионально согласована с Центральным командованием (CENTCOM);
- 1-я кавалерийская дивизия, дислокация на военной базе Форт-Кавасос (штат Техас), регионально согласована с Европейским командованием (EUCOM);
- 1-я пехотная дивизия, дислокация на военной базе Форт-Райли (штат Канзас);
- 2-я пехотная дивизия, дислокация на военной базе Кэмп-Ред-Клауд (Республика Корея);
- 3-я пехотная дивизия, дислокация на военной базе Форт-Стюарт (штат Джорджия);
- 4-я пехотная дивизия, дислокация на военной базе Форт-Карсон (штат Колорадо), регионально согласована с Европейским командованием (EUCOM);
- 7-я пехотная дивизия, дислокация на военной базе Льюис — Маккорд (штат Вашингтон);
- 10-я горнопехотная дивизия, дислокация на военной базе Форт-Драм (штат Нью-Йорк);
- 11-я воздушно-десантная дивизия, дислокация на военной базе Эльмендорф — Ричардсон (штат Аляска);
- 25-я пехотная дивизия, дислокация на военной базе Шофилд Баррекс (штат Гавайи);
- 82-я воздушно-десантная дивизия, дислокация на военной базе Форт-Либерти (штат Северная Каролина);
- 101-я воздушно-десантная дивизия, дислокация на военной базе Форт-Кэмпбелл (штат Кентукки);
- 2-й кавалерийский полк, дислокация в г. Фильсэкк (Германия);
- 3-й кавалерийский полк, дислокация на военной базе Форт-Кавасос (штат Техас);
- 173-я воздушно-десантная бригада, дислокация в г. Виченца (Италия);

### Бригады обеспечения
12 бригад армейской авиации
- 12-я бригада армейской авиации, дислокация на военной базе Каттербах Казерн (Германия)
- 16-я бригада армейской авиации, дислокация на военной базе Льюис — Маккорд (штат Вашингтон)
- 10 бригад АА в составе дивизий

3 экспедиционные бригады военной разведки
- 201-я экспедиционная бригада военной разведки, дислокация на военной базе Льюис — Маккорд (штат Вашингтон)
- 504-я экспедиционная бригада военной разведки, дислокация на военной базе Форт-Кавасос (штат Техас)
- 525-я экспедиционная бригада военной разведки, дислокация на военной базе Форт-Либерти (штат Северная Каролина)

5 артиллерийских бригад
- 17-я артиллерийская бригада, дислокация на военной базе Льюис — Маккорд (штат Вашингтон)
- 18-я артиллерийская бригада, дислокация на военной базе Форт-Либерти (штат Северная Каролина)
- 41-я артиллерийская бригада, дислокация на военной базе Графенвёр (земля Бавария)
- 75-я артиллерийская бригада, дислокация на военной базе Форт-Силл (штат Оклахома)
- 210-я артиллерийская бригада, дислокация на военной базе Кэмп-Кейси (Республика Корея)

5 бригад ПВО
- 11-я бригада ПВО, дислокация на военной базе Форт-Блисс (штат Техас)
- 31-я бригада ПВО, дислокация на военной базе Форт-Силл (штат Оклахома)
- 35-я бригада ПВО, дислокация на военной базе Осан (Республика Корея)
- 69-я бригада ПВО, дислокация на военной базе Форт-Кавасос (штат Техас)
- 108-я бригада ПВО, дислокация на военной базе Форт-Либерти (штат Северная Каролина)

4 инженерные бригады
- 20-я инженерная бригада, дислокация на военной базе Форт-Либерти (штат Северная Каролина)
- 36-я инженерная бригада, дислокация на военной базе Форт-Кавасос (штат Техас)
- 136-я инженерная бригада, дислокация на военной базе Шофилд Баррекс (штат Гавайи)
- 555-я инженерная бригада, дислокация на военной базе Льюис — Маккорд (штат Вашингтон)

12 бригад поддержки
- 16-я бригада поддержки, дислокация в г. Бамберг (Германия)
- 16-я бригада поддержки, дислокация на военной базе Форт-Либерти (штат Северная Каролина)
- 10 бригад поддержки в составе дивизий СВ.

5 бригад военной полиции
- 8-я бригада военной полиции, дислокация на военной базе Шофилд Баррекс (штат Гавайи)
- 16-я бригада военной полиции, дислокация на военной базе Форт-Либерти (штат Северная Каролина)
- 18-я бригада военной полиции, дислокация в г. Графенвёр (Германия)
- 42-я бригада военной полиции, дислокация на военной базе Льюис — Маккорд (штат Вашингтон)
- 89-я бригада военной полиции, дислокация на военной базе Форт-Кавасос (штат Техас)

1 транспортная бригада
- 7-я транспортная бригада, дислокация на военной базе Форт-Юстис (штат Виргиния)

5 бригад содействия безопасности (в планах)
- 1-я бригада содействия безопасности, дислокация на военной базе Форт-Беннинг (штат Джорджия)

5 медицинских бригад
- 1-я медицинская бригада, дислокация на военной базе Форт-Кавасос (штат Техас)
- 30-я медицинская бригада, дислокация в г. Зембах (Германия)
- 44-я медицинская бригада, дислокация на военной базе Форт-Либерти (штат Северная Каролина)
- 62-я медицинская бригада, дислокация на военной базе Льюис — Маккорд (штат Вашингтон)
- 65-я медицинская бригада, дислокация на военной базе Гарнизон Ёнсан (Республика Корея)

8 бригад связи
- 1-я бригада связи, дислокация на военной базе Гарнизон Ёнсан (Республика Корея)
- 2-я бригада связи, дислокация в г. Висбаден (Германия)
- 11-я бригада связи, дислокация на военной базе Форт-Кавасос (штат Техас)
- 35-я бригада связи, дислокация на военной базе Форт-Гордон (штат Джорджия)
- 93-я бригада связи, дислокация на военной базе Форт-Юстис (штат Виргиния)
- 106-я бригада связи, дислокация на военной базе Форт-Сэм-Хьюстон (штат Техас)
- 160-я бригада связи, дислокация на военной базе Кэмп-Арифджан (Кувейт)
- 516-я бригада связи, дислокация на военной базе Форт-Шафтер (штат Гавайи)

1 химическая бригада
- 48-я химическая бригада (48th Chemical Brigade), дислокация на военной базе Форт-Кавасос (штат Техас)